# 林承芳
林承芳（1557年—？），字開先，號文峰，廣東廣州府三水縣人，明朝政治人物。

## 生平
萬曆元年（1573年）癸酉科廣東鄉試六十五名舉人。萬曆十四年（1586年），登丙戌科会试二百六十二名，二甲第二名進士。吏部观政，改翰林院庶吉士。授翰林院编修，二十年十月奉命编纂六曹章奏，二十一年三月出爲浙江右參議。

## 成就
善书，篆、隶、行、革学舅各体似之。著《詹氏小辨》，主场“王氏良知之旨，亦与陈氏主静之学相为表里”，表现出了调和陈、王学术的倾向。另有《文峰集》、《竹窗存稿》等。

## 家族
曾祖父林高，歲贡，贈南京刑部郎中；祖父林鍾，癸未進士、直隸安慶府知府；父林喬，曾任□生。母黎氏。慈侍下。黎民表之甥。